# Somerville (Alabama)
 Somerville, Alabama és una població dels Estats Units a l'estat d'Alabama. Segons el cens del 2000 tenia 347 habitants.

## Demografia
Segons el cens del 2000, Somerville tenia 347 habitants, 148 habitatges, i 97 famílies La densitat de població era de 131,4 habitants/km².
Dels 148 habitatges en un 28,4% hi vivien nens de menys de 18 anys, en un 51,4% hi vivien parelles casades, en un 11,5% dones solteres, i en un 33,8% no eren unitats familiars. En el 29,7% dels habitatges hi vivien persones soles el 8,8% de les quals corresponia a persones de 65 anys o més que vivien soles. El nombre mitjà de persones vivint en cada habitatge era de 2,34 i el nombre mitjà de persones que vivien en cada família era de 2,92.
Per edats la població es repartia de la següent manera: un 22,5% tenia menys de 18 anys, un 11,2% entre 18 i 24, un 33,1% entre 25 i 44, un 22,5% de 45 a 60 i un 10,7% 65 anys o més.
L'edat mediana era de 36 anys. Per cada 100 dones hi havia 94,9 homes. Per cada 100 dones de 18 o més anys hi havia 103,8 homes.
La renda mediana per habitatge era de 26.250 $ i la renda mediana per família de 31.250 $. Els homes tenien una renda mediana de 29.107 $ mentre que les dones 18.958 $. La renda per capita de la població era de 13.747 $. Aproximadament el 13,3% de les famílies i el 13,7% de la població estaven per davall del llindar de pobresa.

## Poblacions properes
El següent diagrama mostra les poblacions més properes.